# Shigetatsu Matsunaga
Shigetatsu Matsunaga (n. 12 august 1962) este un fost fotbalist japonez.

## Statistici
| Japonia | Japonia | Japonia |
| An      | Meciuri | Goluri  |
| ------- | ------- | ------- |
| 1988    | 1       | 0       |
| 1989    | 9       | 0       |
| 1990    | 0       | 0       |
| 1991    | 1       | 0       |
| 1992    | 9       | 0       |
| 1993    | 14      | 0       |
| 1994    | 0       | 0       |
| 1995    | 6       | 0       |
| Total   | 40      | 0       |